# Lawrendis Macheritsas
Lawrendis Macheritsas, gr. Λαυρέντης Μαχαιρίτσας (ur. 5 listopada 1956 w Wolosie, zm. 9 września 2019 tamże) – grecki piosenkarz i gitarzysta rockowy.

## Wczesne lata
Macheritsas urodził się w Wolosie i rozpoczął naukę gry na fortepianie w wieku sześciu lat. Lekcje trwały rok. W wieku dziewięciu lat kupił swoją pierwszą płytę Help! Beatlesów. Trzy lata później odkrył Revolver Beatlesów.
Pierwszą pracą, którą podjął była w sklepie muzycznym, ale z powodu braku punktualności został zwolniony. Nie lubił szkoły, a po konflikcie z jednym ze swoich nauczycieli został wydalony i wykluczony ze wszystkich szkół średnich. Przeszedł niezliczone prace i służył w wojsku przez 14 miesięcy.
Po odejściu z wojska zaczął śpiewać z Panos Tzabelas w Syntrofii. W wieku 20 lat on (jako Larry), Pavlos Kirkilis (Paul), Takis Bassalakis (Jimmy) i Antonis Mitzelos założyli zespół o nazwie P.L.J. Przeprowadzili się do Paryża, mając nadzieję na karierę muzyczną poza Grecją. W 1982 roku ich pierwszy album, Armageddon, wyprodukowany przez Giannisa Doulamisa, został wydany przez PolyGram. W tamtym czasie styl rockowy zastosowany w Armageddon nie był zbyt popularny, ale teraz jest często inspirowany.
W drugim albumie zmienili nazwę na Termites i zaczęli śpiewać po grecku. W 1984 roku ich trzecia płyta spotkała się z pozytywnym odbiorem i zaczęła zyskiwać na popularności. W przygotowaniu albumu uczestniczył także Jorgos Dalaras. W 1986 roku wydali czwarty album. Ostatnią płytą studyjną z Termites była „Perimenontas Tin Vrochi” (Waiting For the Rain), wydana w 1988 roku.

## Kariera solowa
Macheritsas rozpoczął karierę solową w 1989 roku jako pisarz i performer. Jego pierwszym albumem był O Magapas Kai I Sagapo, wydany przez Minos-EMI. W 1991 roku wydał Didymoteicho Blues, który uzyskał Złotą Płytę.
Rixe Kokkino Stin Nichta został wydany w 1993 roku i zaprezentował wielu innych artystów. Od tego czasu ściśle współpracował z Dionysis Tsaknis, innym znanym greckim muzykiem. Prawie wszystkie ich występy na żywo są tworzone razem.
W 1995 roku wydał Parathyra Pou Kourase I Thea, uważaną przez wielu za jego najlepszy album. W 1996 roku wydał Pafsilypon z wieloma innymi artystami. Trzy lata później wydał Etsi Drapetevo Ap 'Tis Parees, ponownie z wieloma znanymi muzykami, zwłaszcza w utworze „Kai Ti Zitao”. Następnie skomponował muzykę do filmu Enas Kai Enas. W 2001 roku wydał „To Dialeimma Krataei Dyo Zoes”, który zawierał piosenki takie jak „Matia Dihos Logiki”, „Ela Psihoula Mou” i „O Egokentrikos”. W 2002 roku napisał muzykę do płyty Giannisa Kotsirasa Xylino Alogaki. Jego kolejnym wydawnictwem był dwupłytowy album Tosa Chronia Mia Anasa (2007). Zawierał nowy utwór (utwór tytułowy) i 34 największe hity jego kariery, będące jego pierwszym albumem „best of”.
Oprócz wielu albumów, Macheritsas i Tsaknis organizowali latem wiele koncertów w całej Grecji. Koncertował także z Eleftherią Arvanitaki, Haris Alexiou, Vasilisem Papakonstantinou, Pyx Lax, Christosem Thivaiosem i wieloma innymi.
W 2016 roku Macheritsas wystąpił w Kaye Playhouse w Hunter College w Nowym Jorku podczas serii koncertów AKTINA Greek Music Journey.

## Śmierć
9 września 2019 roku Macheritsas doznał zawału serca podczas snu. Został przeniesiony do szpitala w Wolosie, gdzie o 6:30 tego samego dnia zmarł. Miał 63 lata.